# Anton Rubinstein
Anton Grigorjevitj Rubinstein (ryska: Антон Григорьевич Рубинштейн), född 28 november 1829 i Vychvatinets i guvernementet Podolien i nuvarande Ukraina, död 20 november 1894 i Peterhof (nuvarande Petrodvorets) nära S:t Petersburg, var en rysk pianist, kompositör och dirigent. Han skrev bland annat sex symfonier och fem pianokonserter.

## Bakgrund och utbildning
Rubinstein tillhörde en kristnad judisk familj. Föräldrarna flyttade i hans späda år till Moskva, där Rubinstein fick undervisning i pianospel av Alexander Villoing, som 1839 tog honom med till Paris och förskaffade honom det amplaste erkännande av Liszt. Efter en framgångsrik konsertturné till London, Nederländerna, Tyskland och (1842) Sverige fick Rubinstein jämte sin broder Nikolaj 1844 i Berlin ägna sig åt allvarliga teoretiska musikstudier under Dehns ledning och beskydd av Mendelssohn.

## Karriär
Efter en tids lärarverksamhet i Wien återkommen till Ryssland 1848, vann han i Petersburg en beskyddarinna i storfurstinnan Jelena Pavlovna, på vars bekostnad han 1854 åter reste till utlandet. Han fann i Tyskland förläggare för sina kompositioner, konserterade i Paris och London samt vände 1858 tillbaka till Petersburg, där han utnämndes till hovpianist och konsertdirektör. 1859 blev han dirigent för Ryska musiksällskapet, och 1862 inrättade han Petersburgs konservatorium och tjänstgjorde som dess direktör till 1867, senare åter 1887-90.
Under mellantiden hade han ingen anställning, utan ägnade sig helt och hållet åt komposition samt vidsträckta konsertresor, varunder han 1869 gav flera konserter i Sverige (åter 1884) och 1872 utsträckte sitt triumftåg till Amerika, där han grundlade sin förmögenhet. Han blev 1870 ledamot av Musikaliska Akademien i Stockholm. 1889 på sin 61:a födelsedag blev han föremål för en storartad hyllning från snart sagt hela den musikaliska världen, erhöll av Alexander III en betydande årlig pension, adlades, blev hedersborgare i Petersburg, hedersdoktor m. m.
Rubinsten gav mot slutet av sitt liv många konserter för välgörande ändamål. År 1900 inrättades vid Petersburgs konservatorium ett Rubinsteinmuseum.

## Eftermäle
Som pianist har Rubinstein mer än någon annan, näst hans föredöme Liszt, utövat en formligen förtrollande verkan, och man skulle om honom, jämförd med hans medtävlare Bülow, kunna tillämpa en tidigare jämförelse mellan Liszt och Thalberg, då det sades, att om Thalberg var "den förste", så var Liszt "den ende". Bülow var den objektiva förståndsmänniskan, den sorgfälligare tolken av en komposition för dess egen skull. Rubinstein var den subjektiva känslomänniskan och den genialiske stormaren. Likväl bemödade sig Rubinstein med tiden om ett mera objektivt och mångsidigt spel, och hans föredrag av Mozart blev lika rörande enkelt, som hans tolkning af Beethoven förut varit vilt passionerad och godtycklig. Även om han var i besittning av en häpnadsväckande teknik, uppnåddes eller överträffades han dock därutinnan av andra, men ingen ägde så som han den bedårande "gnistan".
1885-86 gav han märkliga serier av "historiska pianosoaréer". Samma egenskaper som i hans spel har man funnit i hans kompositioner: å ena sidan en genialisk konception, en gnistrande fantasi och brusande lidelse, å andra sidan brist på självkritik, koncentrering och sorgfällighet i arbetet. Även här är han emellertid ojämn. I början var Mendelssohn hans skönjbara mönster; sedermera närmade han sig även Schumann och Liszt.

## Verk
Rubinstein skrev 5 pianokonserter och av hans sex symfonier är Ocean och Symphonie dramatique de berömdaste. I Faust, Ivan IV och Don Quijote försökte han sig på den moderna orkestermålningen. Mera konservativ är han i sina operor, där han snarare tagit Meyerbeer än Wagner till mönster: Dimitri Donskoi (1852), Toms (1853), Die sibirischen Jäger (1854), Kinder der Heide (1861), Feramors (1863), varur fackeldansarna blivit populära, Demonen (1875), Die Makkabäer (samma år), Nero (1879),  Köpmannen Kalasjnikov (1880), Sulamith (1883), Unter Räubern (samma år), Der Papagei (1884) och Gorjusjka (1889) ävensom de "andliga operorna" (oratorierna) Der turm von Babel (1872; introducerad i
Stockholm 1893), Das verlorne Paradies (1876), Moses (1887) och Christus (1888). Hans 4 konsertuvertyrer tillhöra olika skeden. Framhållas bör även en stor mängd kammarmusik: violin- och cellosonater samt konserter, trior, kvartetter, kvintetter, sextett för stråkinstrument med eller utan piano o. s. v. Han uppträdde även som skriftställare, med Die Musik und ihre Meister (1891; "Musiken och dess mästare", 1892), en självbiografi: "Minnen från en femtioårig konstnärsbana (1839-89) upptecknade" (sv. öv. 1893) och Gedankenkorb (postumt, 1897).